# Velódromo de Krylatskoye
El Velódromo de Krylatskoye (en ruso: велотрек „Крылатское“) es un recinto deportivo multipróposito localizado en Moscú, la capital de Rusia. Fue sede de los eventos de ciclismo de pista de los Juegos Olímpicos de Verano de 1980. La pista es 333.33 metros de largo y 10 metros de ancho, con 42 grados trazando una curva peligrosa y rectas de 11 grados. Fue en su momento la pista cubierta más larga del mundo.